# Viltersersee
Der Viltersersee, auch Vilterser Seeli, ist ein Bergsee im Schweizer Kanton St. Gallen. Er liegt am Nordostabhang des Pizols oberhalb von Vilters auf 1898 m ü. M.
Der See wird vom Seebach durchflossen. Erreichbar ist der See über Bergwanderwege ab der Pizolhütte oder ab Vilters.